# Hansen Bahia
Karl Heinz Hansen (Hamburgo, Alemanha, 1915 – São Paulo, 1978), mais conhecido como Hansen Bahia, foi um artista alemão de cidadania brasileira, que atuou em diversas formas artísticas, tendo destacado-se por suas ilustrações e xilogravuras que registraram a vida no centro histórico de Salvador.

## Biografia
Karl Heinz Hansen nasceu na cidade alemã de Hamburgo, em 19 de abril de 1915, filho de Hertha Hansen Neverman e Carl Hansen, uma família humilde.
Deixou seu país natal em 1950 com destino ao Brasil, onde se estabeleceu na cidade de São Paulo. Trabalhou por 5 anos como decorador para a Companhia de Melhoramentos, tendo desenvolvido uma série de xilogravuras.
Em 1955, foi a Salvador para uma exposição na Galeria Oxumaré e encantou-se pelo lugar. Mudou-se para a Bahia e a adotou como nome artístico.
| “                   | “Eu nasci duas vezes e a segunda foi na Bahia”. | ” |
| — Karl Heinz Hansen |                                                 |   |

Hansen Bahia residiu no bairro de Amaralina (Salvador) com sua segunda esposa. Após retornar da Alemanha, sua terceira esposa adquiriu dois lotes juntos contíguos no bairro de Jaguaripe (Salvador) à beira-mar, onde construíram uma casa e passaram a residir.
Em 1975, o casal visitou as cidades de Cachoeira e São Félix por indicação da ex-aluna Noelice Costa Pinto e de seu amigo José Mário Peixoto Costa Pinto. Como a paisagem lembrava Hamburgo na época da infância de Karl Hansen, decidiram mudar-se para São Félix e doar, em testamento, sua obra artística para a Bahia, com a finalidade de criar uma fundação com o seu nome em Cachoeira.
| “                   | “Tudo o que sei e o que sou devo a Bahia”. | ” |
| — Karl Heinz Hansen |                                            |   |

No dia 30 de maio de 1978, Hansen Bahia estava muito doente (edema pulmonar, uremia-câncer de bexiga) e viajou para São Paulo para realizar tratamento. A cirurgia ocorreu no dia 13 de junho, mas ele não resistiu ao pós-operatório, vindo a falecer às 16 horas do dia seguinte (14 de junho). Karlz Hansen foi cremado em São Paulo. Seus restos mortais foram levados por Ilse para a cidade de São Félix e enterrados na fazenda em que viveu.
O acervo doado para a Bahia, sob guarda da Fundação Hansen Bahia, é composto por mais de 4.000 obras em papel e 260 matrizes de xilogravuras.

## Carreira
Dentre as principais atividades profissionais que esse multiartista desempenhou (gravação, escultura, pintura, ilustração, poesia, escrita, cinema), estão:
- 1935-1936 - marinheiro - Alemanha
- 1936-45 - soldado na 2ª Guerra Mundial e pintor nas horas vagas - Alemanha
- 1946-49 - artista gráfico e xilogravurista - Estocolmo (Suécia)
- 1950 - primeira exposição no Museu de Arte de São Paulo - São Paulo (Brasil)
- 1950-55 - xilogravurista na Editora Melhoramentos - São Paulo (Brasil)
- 1950-55 - três Bienais de São Paulo e diversas exposições em museus internacionais - São Paulo (Brasil)
- 1955 - mora, trabalha e expõe em Salvador (Brasil)
- 1959 - monta um ateliê em Tittmoning (Alemanha)
- 1963-1966 - funda um Curso de Artes Gráficas de Xilogravura em Adis Abeba (Etiópia)
- 1967 - curso livre de xilogravura no Instituto Cultural Brasil Alemanha[4]
- 1971 - V Centenário de Nascimento de Dürer, no Museu Germânico - Nurenberg (Alemanha Ocidental)[5]

## Vida pessoal
Karl Heinz Hansen foi casado três vezes. Com a segunda esposa, teve dois filhos: Irmie e Vitório. Após o falecimento de Karl, diz-se que os três foram até a casa dos Hansens e retiraram diversos itens a título de herança.
No período em que retornou à Alemanha, Karl divorciou-se de sua segunda esposa por senteça de juiz. Em 1971, casou-se com a camponesa e artista Ilse Carolina Stromier, 19 anos mais jovem do que ele, em uma capela na Alemanha. Ilse fora sua aluna no ateliê em Tittmoning e tornou-se sua companheira e musa.
Ilse faleceu cinco anos depois de Karl, no dia 5 de junho de 1983, vítima de cirrose causada pela bebida. Suas cinzas foram enterradas junto com Karl. Após a morte de Ilse, a fazenda, todo o mobiliário e as ferramentas de trabalho do casal foram incorporados à Fundação Hansen Bahia.

## Reconhecimentos
| “             | “Esse alemão recriou a Bahia”. | ” |
| — Jorge Amado |                                |   |

- 2015 - Volume com seu nome na Coleção Gente da Bahia[14]
- 2010 - Exposição comemorativa aos 95 anos de Karl Hans Hansen, na Fundação Hansen Bahia[5]
- 1978 - Inauguração do Museu Hansen Bahia[4]
- 1976 - A Prefeitura Municipal de Cachoeira doa a Casa natal de Ana Nery para sediar provisoriamente a Fundação Hansen Bahia[2][4]
- 1976 - Exposição em sua homenagem, no Touring Clube - Brasília[4]
- 1972 - Franz Geierhaan, diretor da International Print Society, vai da Pensilvânia à Bahia para ver o trabalho de Hansen
- 1971 - Exposição "25 anos de Hansen Bahia", no Museu Gutenberg - Mainz (Alemanha Ocidental)[5]